# Oriel College

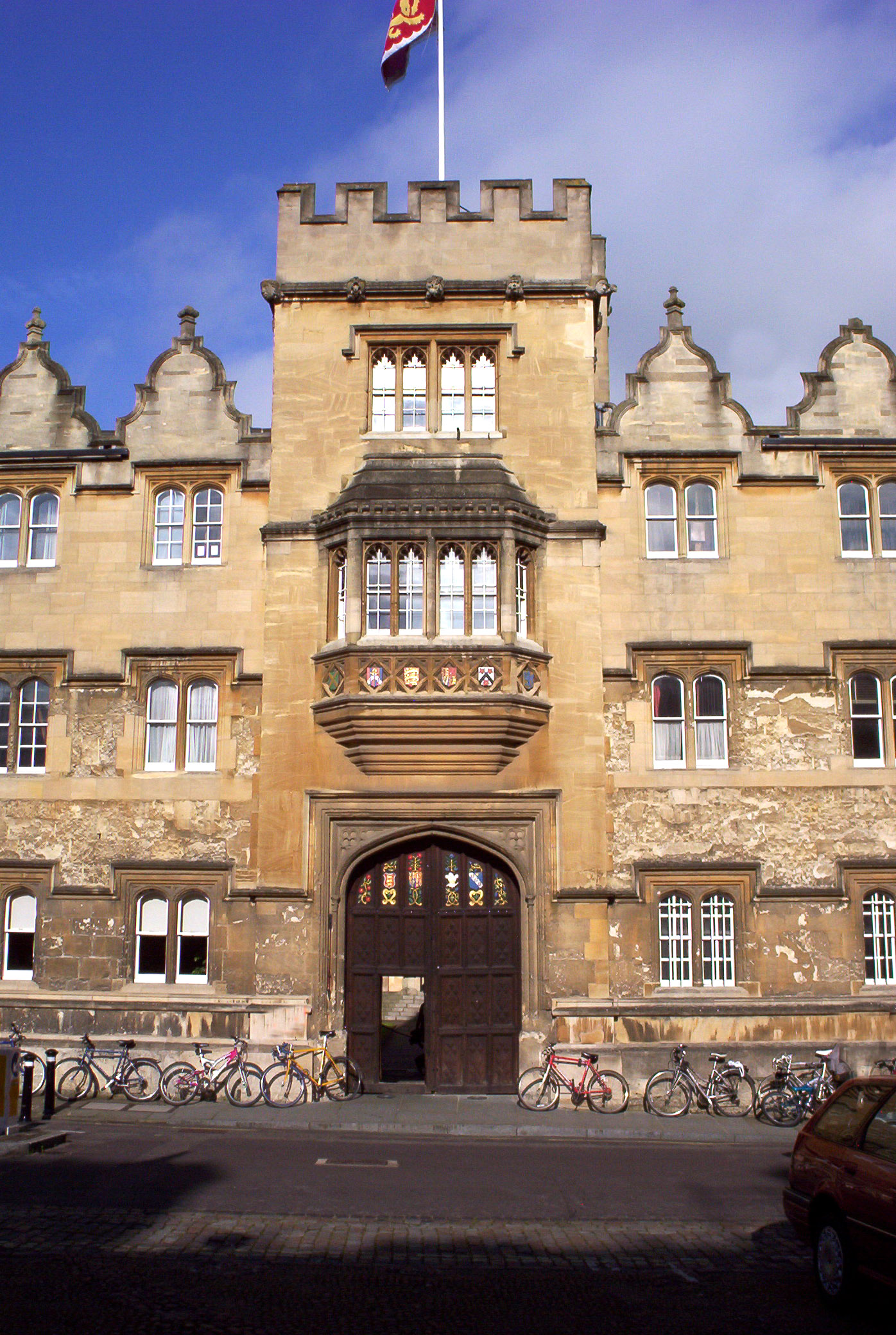
Entrada principal al Oriel en Oriel Square.

El Oriel College, localizado en Oriel Square, en Oxford, es el quinto college más antiguo de los que constituyen la Universidad de Oxford en Inglaterra. El Oriel tiene la distinción de ser la fundación real más antigua de Oxford, un título que anteriormente estaba en disputa con el University College, cuya reclamación de haber sido fundado por el Rey Alfredo se dejó de promocionar. En reconocimiento de esta conexión real, el college también ha sido conocido como King’s College y King’s Hall.
La fundación medieval original llevada a cabo por Adam de Brome, bajo el patronazgo de Eduardo II de Inglaterra, fue llamada House o Hall de la Virgen María en Oxford. El primer diseño permitió acoger a un presidente y a diez profesores o miembros del college, llamados académicos, el college permaneció siendo un grupo de estudiantes de postgrado hasta el siglo XVI, cuando empezó a admitir a estudiantes de pregrado. Durante la Revolución inglesa, el Oriel acogió a altos cargos del Parlamento del King’s en Oxford.
La sede principal del college está compuesta por cuatro salones (halls medievales: el Bedel Hall, el St Mary Hall, el St Martin Hall y el Tackley’s Inn, este último fue la primera posesión adquirida por el college y el salón medieval más antiguo de Oxford. El college tiene cerca de 40 profesores y miembros, unos 300 estudiantes de pregrado y unos 160 postgraduados, el cuerpo estudiantil tiene aproximadamente el mismo número de mujeres que de hombres.
Entre los estudiantes más brillantes del college se encuentran dos Premios Nobel; entre los profesores han estado John Keble y John Henry Newman, fundadores del Movimiento de Oxford. Entre las posesiones más importantes del Oriel se encuentran un cuadro de Bernard van Orley y tres pieces de plata medievales. En 2006 tuvo un presupuesto estimado en 77 millones de libras.

## Historia

### Época medieval

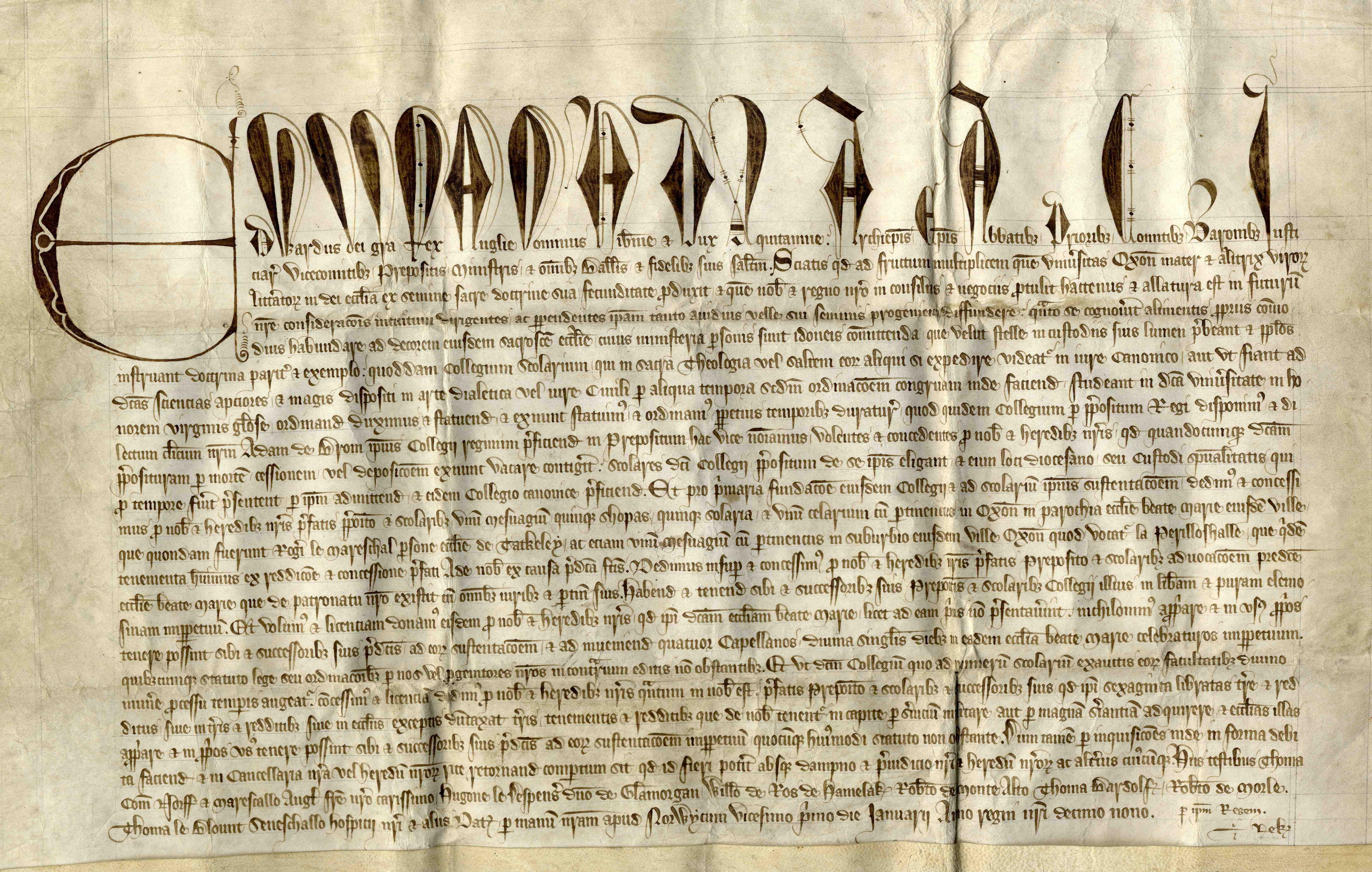
La carta fundacional del college, escrita por Eduardo II.

El 24 de abril de 1324, el Rector del University Church, Adam de Brome, obtuvo una licencia de parte del rey Eduardo II para fundar “un college de académicos que estudien varias disciplinas en honor de la Virgen” y para financiarlo con 30 libras al año. De Brome compró dos propiedades en 1324, el Tackley’s Hall, en la parte sur de High Street y Perilous Hall, en el lado norte de Broad Street, y como inversión, adquirió la vacante de beneficio eclesiástico de una iglesia en Aberford.
La fundación de Brome fue confirmada por carta el 21 de enero de 1326, en la que la Corona, representada por el Lord Chancellor, ejercería los derechos de supervisora; una carta posterior escrita en mayo de ese mismo año dio los poderes de supervisor a Henry Burghersh, Obispo de Lincoln, para aquel entonces Oxford formaba parte de la Diócesis de Lincoln. Durante el patronazgo de Eduardo, de Brome desvió los fondos del University Church hacia su propio college, que posteriormente sería responsable del nombramiento de un vicario y cuatro capellanes para celebrar los servicios religiosos diariamente en la iglesia. En college no perdió el tiempo en la búsqueda otra vez del favor real tras la abdicación de Eduardo II, y Eduardo III confirmó el favor de su padre en 1327, pero los estatutos se mantuvieron en vigor con el Obispo de Lincoln como supervisor. En 1329, el college recibió a través de una concesión real una gran casa que pertenecía a la Corona, conocida como La Oriole, que se encontraba en el lugar donde ahora está el Patio Principal;  es de esta propiedad de donde el college adquirió su nombre actual, “Oriel”, nombre que ha sido usado desde alrededor de 1349.
A principio de la década de 1410 muchos de los profesores del Oriel participaron en los disturbios que acompañaron al intento del Obispo de Arundel de acabar con el movimiento de los lolardos en la Universidad; los lolardos creían que el poder y la autoridad religiosos llegaban a través de la piedad y no a través de la jerarquía que imponía la iglesia; este movimiento estuvo bastante inflamado en Oxford debido a John Wycliffe, que había fundado el Balliol College. Haciendo caso omiso de la autoridad del director, los profesores del Oriel, participaron en sangrientas batallas con otros académicos, matando a uno de los sirvientes del rector cuando atacaron su casa, y fue un grupo destacado entre los que obstruyeron al Obispo y ridiculizaron sus censuras.
En 1442, Enrique VI sancionó un acuerdo por el que la ciudad pagaba al college 25 libras al año de la tasa de cultivo a cambio de propiedades en desuso, con 30 libras al año, algo que el college no podía afrontar. El acuerdo fue cancelado en 1450.

### Principios de la Época Moderna
En 1643 se impuso una obligación general en Oxford que obligaba a los colleges a apoyar la causa real en la Revolución inglesa, el rey pidió al Oriel toda la plata que se le dio, con un peso total de 13,15 kg de plata dorada y 23,59 kg de plata “blanca”. En el mismo año el college se vio obligado a pagar su parte de una suma de dinero a pagar entre todos los colleges de 40 libras semanales para fortificar la ciudad; esta suma fue de 1 libra semanal. Cuando el Parlamento de Oxford se reunió durante la Revolución en 1644, el Oriel alojó  al Comité Ejecutivo del Consejo Privado, el Parlamento se reunía en el vecino Christ Church. Tras la derrota de los que apoyaban al rey, la Universidad fue escrutada por los parlamentaristas, y cinco de los ocho profesores del Oriel fueron expulsados. El Supervisor, usando su propia autoridad, eligió a los profesores entre 1648 y octubre de 1652, cuando sin referencia a los comisionados, John Washbourne fue elegido; la autonomía del college en este sentido parecía haberse restaurado.
En 1673 James Davenant, profesor desde 1661, se quejó ante William Fuller, por entonces Obispo de Lincoln, sobre la conducta llevada a cabo por el administrador al nombrar a Thomas Twitty profesor. El Obispo Fuller nombró una comisión que incluía al vicerrector, Peter Mews, el decano de Christ Church, Joh Fell, y el rector del Brasenose College, Thomas Yates. El 1 de agosto Fell comunicó al obispo que;
Cuando este Diablo de comprar y vender se ha ido de una vez, su Señoría tendría que, o eso espero, tomar cartas en el asunto para que no vuelva, evitando que traiga siete peores que el al college una vez que se le ha barrido.
El 24 de enero de 1674, el Obispo Fuller emitió un decreto relativo a las recomendaciones de los comisionados – una mayoría de los profesores deberían ser insistidos en que, el administrador no puede interferir en su elección, y los profesores deben ser admitidos inmediatamente después de su elección. El 28 de enero el dictamen del administrador obtuvo la recomendación, por parte del rey, de la elección de Twitty, pero fue retirada el 13 de febrero a raíz de que el vicerrector se negara a tomar juramento a Twitty para entrar en la Universidad y el Obispo protestara entre un juez.
Durante principios de la década de 1720, se inició una lucha institucional entre el administrador y los profesores y miembros, que culminó con una demanda. En 1721, Henry Edmundo fue elegido miembro del college por 9 votos a favor y 3 en contra; su elección fue rechazada por el administrador George Carter, y apelada por el supervisor, Edmund Gibson, por el entonces Obispo de Lincoln. Los rechazos por parte del administrador hacia los candidatos continuaron, alimentando el descontento entre los profesores y miembros del college; hasta que se lanzó un auto de inhabilitación hacia el Obispo de Lincoln entre 1724 y 1726. Los miembros del college y profesores que se oponían, liderados por Edmundo, apelaron en primera instancia los estatutos, pidiendo que fuera la Corona la supervisora del college, haciendo que la decisión de Gibson fuera inválida; el administrador Carter, apoyado por el Obispo Gibson, apeló en segunda instancia, pidiendo que siguiera siendo supervisor el Obispo de Lincoln. El jurado decidió a favor de los profesores y miembros del college, apoyando la carta original de Eduardo II.
En una imprenta privada de 1899 del administrador Shadwell se listaban trece festividades que se habían observado durante el siglo XVIII en el college; para finales del siglo XIX todas excepto dos, la Fiesta de la Inmaculada Concepción y la Fiesta de la Candelaria, habían dejado de celebrarse.

### La Época Moderna

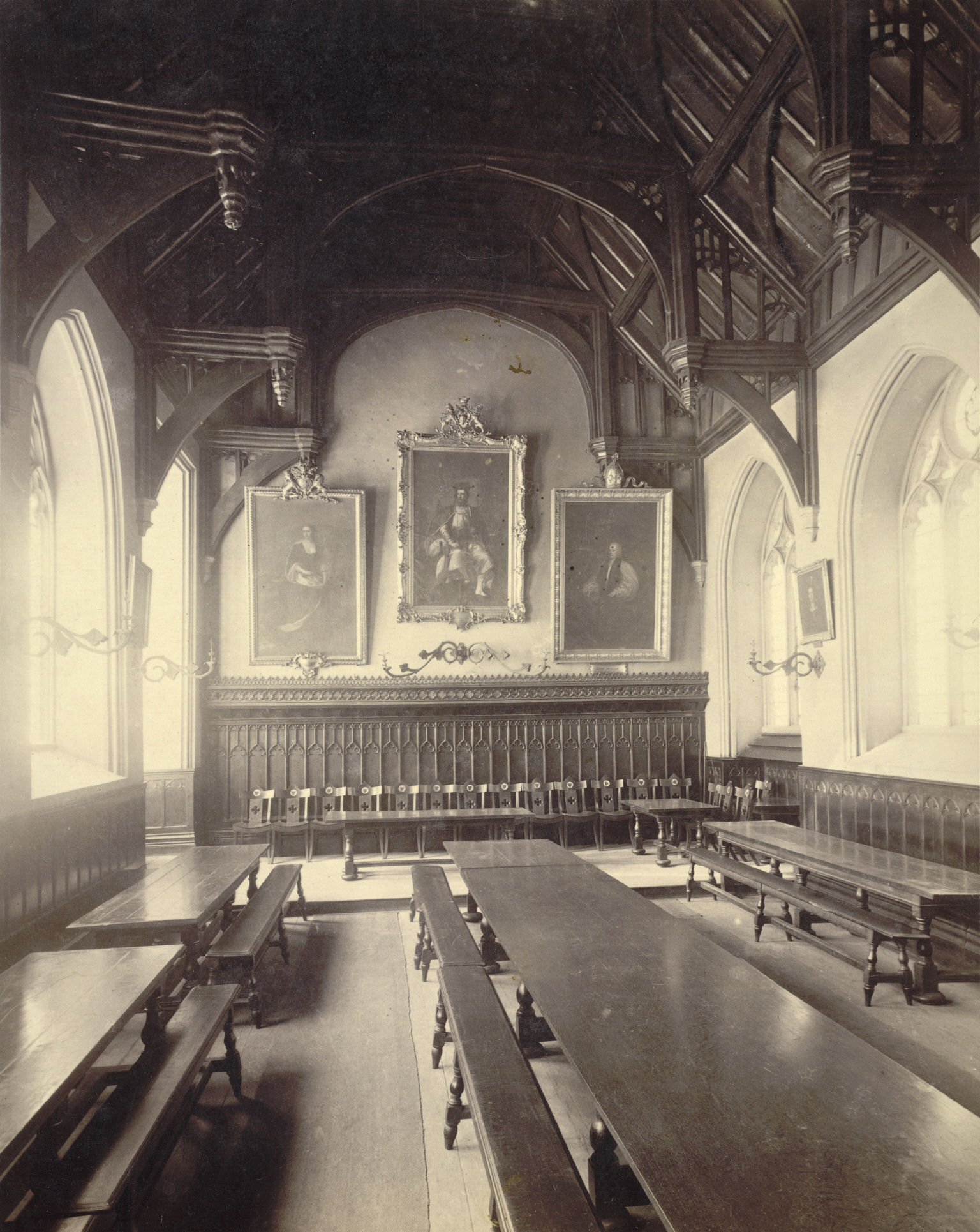
El comedor principal de Oriel en 1865

A principios del siglo XIX, la reforma del celo de los administradores John Eveleigh y Edgard Copleston hizo ganar al Oriel la reputación de ser uno de los colleges más brillantes de la época y el centro de la corriente filosófica “Oriel Noetics” – los liberales Richard Whately y Thomas Arnold eran profesores, y durante la década de 1830, dos eminentes profesores e intelectuales del Oriel, John Keble y John Henry Newman, apoyados por Edward Bouverie Pusey del Christ Church y otros, formaron un grupo llamada “Movimiento de Oxford”. El grupo estaba disgustado por la indolencia que había en la Iglesia, y trataron de revivir el espíritu del cristianismo primitivo, esto causó tensión en el college ya que el Administrador Edgard Hawkins era un determinado oponente del Movimiento.
Durante la Primera Guerra Mundial, se construyó un muro que dividía el Tercer Patio del Segundo para poder acoger a los estudiantes del Somerville College, mientras que su college estaba siendo usado como hospital militar. Por esta época Oxford separaba a los hombres de las mujeres lo más lejos posible; Vera Brittain, una de las estudiantes del Somerville, cuenta una divertida idea que se le ocurrió durante su estancia en el Oriel, y la cuenta en su autobiografía, Testamento de juventud.
En 1985, el college se convirtió en el último de los college totalmente masculinos que aceptó mujeres como estudiantes. En 1984, la Sala común sénior votó 23 contra 4 para admitir a las mujeres a partir de 1986.  El presidente de la Sala común junior creyó que “el carácter distintivo del college sería socavado”.
Se añadió un segundo día de fiesta en 2007 gracias a George Moody, que sería celebrado en o cerca del Día de San Jorge (23 de abril). La única fiesta que quedaba era la de la Candelaria, la nueva cena anual sería conocida como Fiesta del Día de San Jorge. A la cena habría que asistir con corbata y traje negros, y por petición del benefactor, el plato principal debía de consistir en ganso. El evento inaugural tuvo lugar el miércoles 25 de abril de 2007.

## Edificios y terrenos

### El patio principal (o primer patio)

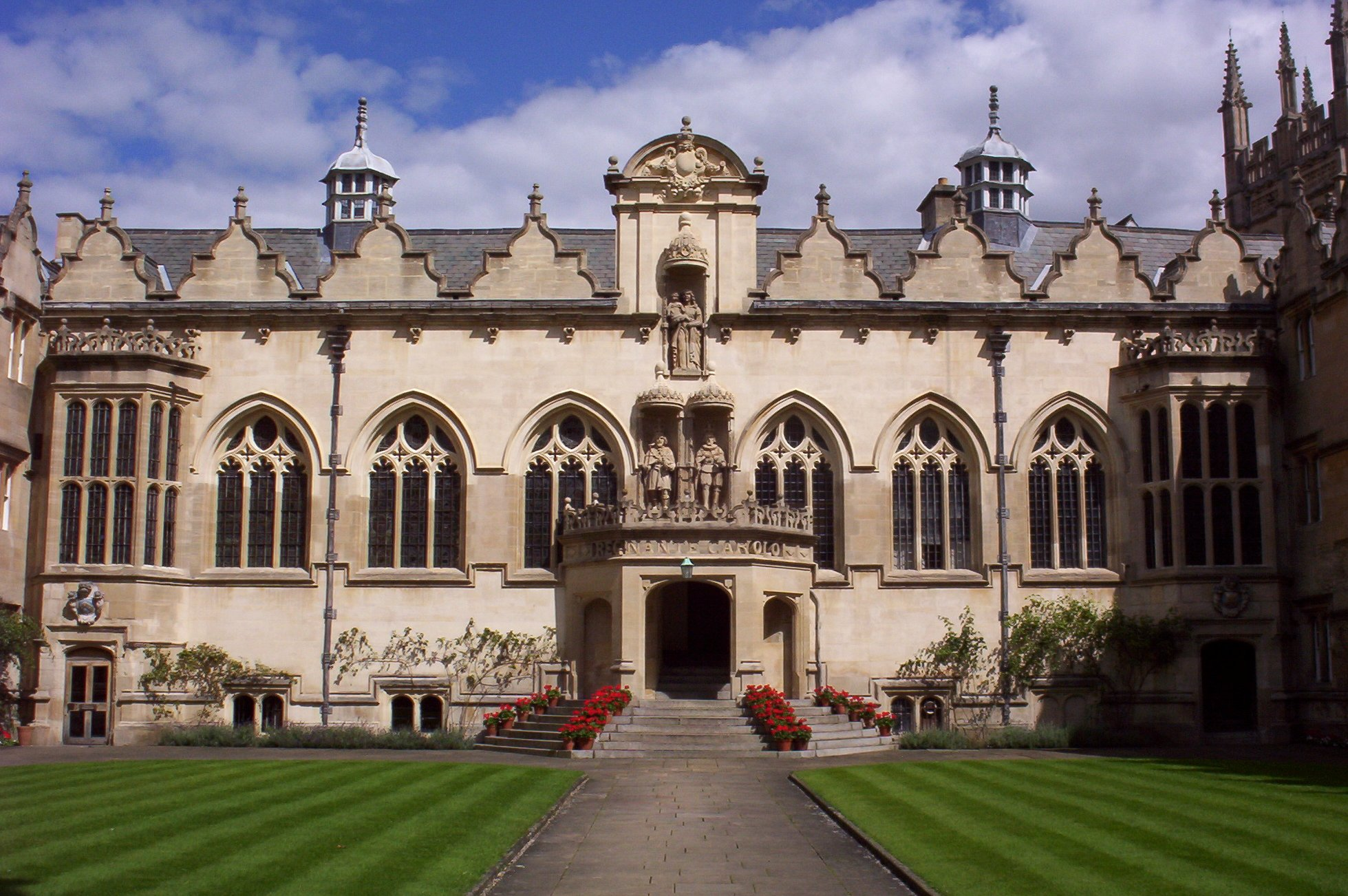
Lado este del Patio Principal.

Nada queda de los edificios originales, La Oriole y el pequeño salón St Martin en el sureste; ambos fueron demolidos antes de que se construyera el patio al estilo manierista durante el siglo XVII. Las partes sur y oeste y la torre de entrada fueron construidas alrededor de 1620 o 1622; los lados norte y este y la capilla datan de entre 1637 y 1642. La fachada del lado este tiene la forma clásica de E y comprime la capilla del college, el comedor y las bodegas. Tanto el exterior como el interior de los edificios están coronados con un patrón de gabletas decorativas alternas. La entrada tiene un portal Perp y ventanales góticos, con bóveda de abanico en la entrada. La habitación que hay encima tiene un magnífico techo de yeso, y una chimenea con cariátides de estuco y paneles en las paredes enlazados con bandas de las que brotan grandes flores.

#### El comedor
En el centro del lado este del patio principal, el pórtico del comedor conmemora su construcción durante el reinado de Carlos I con la leyenda “REGNANTE CAROLO”, bajo reinado de Carlos, labrada en piedra. El pórtico fue completamente reconstruido en 1897, y sobre él hay estatuas de dos reyes: Eduardo II, y probablemente también la de Carlos I o Jacobo I, aunque esta última no está confirmada; sobre estas dos estatuas hay una de la Bienaventurada Virgen María, en honor a la cual el college lleva su nombre. El techo rompe con la tradición jacobina y tiene pilastras clásicas, un escudo con guirnaldas, y un frontón segmentario.
El comedor tiene un techo de madera abierto; el hueco del centro ahora está tapado con un cristal, pero era la única salida del humo que salía de la chimenea del centro de la sala. El panelado de madera fue diseñado por Ninian Comper y se levantó en 1911, en el lugar de otro panelado gótico del siglo XIX, aunque hay un panelado aún más anterior que se puede observar en la despensa.
Tras la mesa principal hay un retrato de Eduardo II; debajo hay una espada bastarda traída al college en 1902 tras ser conservada durante muchos años es una de las propiedades del college en Swainswick, cerca de Bath. A ambos lados hay retratos de Sir Walter Raleigh y Joseph Butler. Los restantes retratos alrededor del comedor incluyen a miembros importantes del Oriel como Cecil Rhodes, Matthew Arnold, Thomas Arnold, James Anthony Fraude, John Keble, John Henry Newman, Richard Whately y John Robinson.
Los vitrales de las ventanas representan los escudos de armas de los benefactores y miembros distinguidos del college; tres de las ventanas fueron diseñadas por Ninian Comper. La ventana que está al lado de la entrada en la parte este contiene los escudos de los Profesores Regius de Historia Moderna que han sido ex officio del college.

#### La capilla

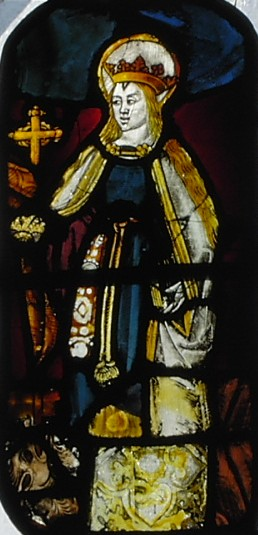
Vidriera representado a Santa Margarita de Antioquía.

La actual capilla es la tercera que tiene el Oriel, la primera se construyó alrededor de 1373 en la parte norte del Patio Principal. Para 1566, la capilla estaba localizada en el lado sur del patio, como se muestra en un grabado realizado con ocasión de la visita de Isabel I. El edificio actual fue consagrado en 1642 y a pesar de las restauraciones llevadas a cabo, todavía guarda su apariencia original.
El atril de bronce fue dado al college en 1654. Y el suelo de mármol blanco y negro data de entre 1677 y 1678. Exceptuando los bancos del lado oeste, que datan de 1884, los paneles de madera, los establos y las pantallas todos datan del siglo XVII, como el altar y la barandilla del altar. Tras el altar se encuentra el cuadro de Bernard van Orley Viacrucis – parte de un cuadro que está en la National Gallery of Scotland. El órgano data de 1716; fue diseñado originalmente por Christopher Schreider para la Iglesia de St Mary Abbots, en Kensington, pero fue adquirido por el Oriel en 1884.
En la ventana noroeste de la galería hay una pequeña pieza de cristal medieval, una figura de Santa Margarita de Antioquía. En la ventana sur de la galería hay una ventana pintada con “La Presentación de Cristo en el Templo”, realizada por William Peckitt de York. Originalmente estaba en la ventana este en 1767; una versión posterior de su trabajo puede verse en la Capilla del New College. El resto de las vidrieras son victorianas: las más antiguas se encuentran en la parte más occidental del lado sur; el resto datan de después de las restauración llevadas a cabo en 1884 por Powell.
Sobre la entrada de la capilla hay un pequeño balcón que, hasta la década de 1880, era una habitación situada en la primera planta que formaba parte de un conjunto de habitaciones que fueron ocupadas por el lógico y obispo anglicano de Dublín Richard Whately, y posteriormente por el futuro converso al catolicismo y cardenal John Newman. Se dice que Whately usó este espacio como una despensa y Newman para sus rezos privados. Cuando se instaló aquí el órgano en 1884, este espacio fue usado para el ventilador. La pared que una vez separaba esta habitación de la antecapilla se quitó haciéndola accesible desde la capilla. El órgano fue construido por J. W. Walter e Hijos en 1988; en 1991 el espacio que había detrás del órgano fue reconstruido como oratorio y memorial a Newman y al Movimiento de Oxford. En 2001 se instaló una nueva vidriera diseñada por Haig y realizada por Douglas Hogg.

#### El Patio Trasero (Segundo patio)

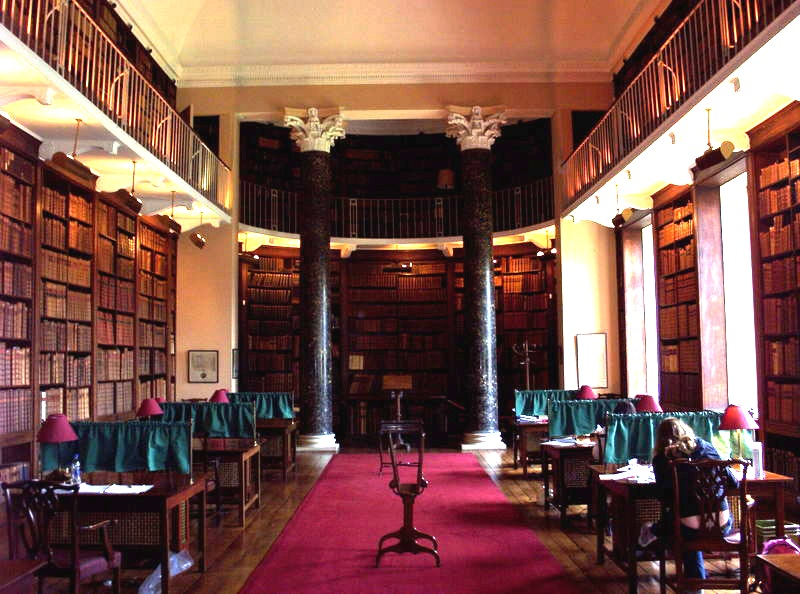
La Biblioteca sénior.

Originalmente era un jardín, pero debido a la demanda de más habitaciones para estudiantes en el siglo XVIII se convirtió en dos nuevos edificios. El primer bloque de edificios en ser construido fue el Edificio Robinson en el lado este, construido en 1720 por el Obispo Robinson bajo petición de su mujer, como dice la inscripción de la puerta. Su edificio gemelo, el Carter, se levantó en el lado oeste en 1729, como resultado de un legado del Administrador Carter. Los dos edificios estuvieron durante cerca de 100 años como dos bloques independientes en el jardín, y los elementos arquitectónicos del primer patio se repitieron en este – salvo que en este las siete gabletas son todas iguales. Entre 1817 y 1819, fueron unidos al patio Principal con la con los actuales e incongruentes enlaces de conexión. En la unión con el Edificio Robinson se crearon dos habitaciones – la Champneys, diseñada por Weldon Champneys, sobrino de Basil Champneys, y la Habitación del Benefactor, una sala panelada que honra a los benefactores del college. En 1826 se incorporó al Edificio Carter una vidriera que pertenecía a las habitaciones del Administrador.

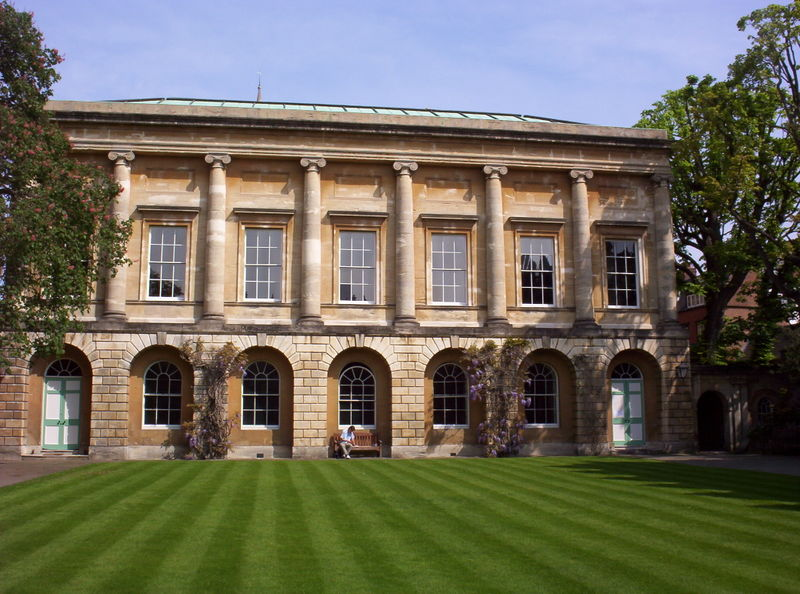
Edificio de la biblioteca y las salas comunes sénior.

El lado norte alberga la biblioteca y las salas comunes sénior; diseñadas en estilo neoclásico por James Wyatt, fueron construidas entre 1788 y 1796, para alojar los libros legados por Edgard, Barón Leigh, antiguo Alto Comisario de la Universidad y un Orielensis, cuyo regalo dobló el tamaño de la biblioteca. El edificio de dos plantas tiene arcos almohadillados en la planta baja y una fila de columnas jónicas en la parte superior, que dividen la fachada en siete partes – la planta baja contiene la primera sala común sénior construida con ese propósito en Oxford, y encima está la biblioteca.
El 7 de marzo de 1949, un incendio se propagó desde el tejado; unos 300 libros impresos y los manuscritos que se exhibían fueron completamente destruidos, y unos 3000 libros necesitaron restauración, aunque la estructura principal no sufrió muchos daños y los trabajos de restauración duraron menos de un año.

#### El Patio del St Mary (Tercer Patio)
Los lados sur, este y oeste del tercer patio contienen elementos del Sat Mary may, que fue incorporado al Oriel en 1902; menos de una década después, los edificios del may que estaban en el lado norte fueron demolidos para construir el Edificio Rhodes. El Bedel Hall fue fusionado con el St Mary en 1505.
En el ala sur, sobreviven partes del edificio medieval y actualmente se encuentran incorporadas a la escalera 10. La antigua Capilla, el Hall y la Despensa del St Mary Hall, construidas en 1640, forman parte de la Biblioteca Junior y de la Sala Común Junior. Vista desde el tercer patio, la Capilla, con sus ventanas góticas, puede verse  para haber sido construida en la parte superior Hall, un ejemplo único en Oxford.
En 1826 se construyó una nueva y ornamentada ala en estilo neogótico, incorporando la antigua puerta del St Mary Hall, en la parte occidental del patio. Contiene dos ventanales muy ornamentados, uno con seis cristales y el otro con cuatro. Son el mejor ejemplo de gótico pre-arqueológico en Oxford. El gran ventanal de la primera planta fue sala de estar del Director del Hall. Parte de la muralla de la calle muestra trazas de ventanas que datan del mismo periodo de la reconstrucción del siglo XV como escalera 10.
El Edificio Rhodes, fue construido en 1911 usando un fondo de 100.000 libras que había dejado al College para ese propósito un antiguo estudiante, Cecil Rhodes. Fue diseñado por Basil Champneys y se levanta en el lugar de la casa del Director, en High Street. El primer proyecto del edificio incluía una arcada abierta a High Street. La mayor parte del lado izquierdo del edificio iba a ser destinado a los aposentos del administrador, y las cinco ventanas de la primera planta sobre la arcada estaban destinadas a iluminar una galería perteneciente a esos aposentos. El college decidió mantener los antiguos aposentos y pidió que los detalles del edificio estuvieran “más en concordancia con el estilo que se había convertido en tradicional en Oxford”. Se convirtió en el último edificio construido en estilo neojacobino en Oxford.
En el lado del edificio que da a High Street, hay una estatua de Rhodes encima de la entrada principal, con las estatuas de Eduardo VII y Jorge V encima. La inscripción dice “e Larga MUnIfICentIa CaeCILII rhoDes”, que es a su vez un cronograma que muestra la fecha de la construcción MDCCCLLVIIIIII. 
El edificio no fue muy bien recibido; William Sherwood, alcalde de Oxford y director del Magdalene College, lo criticó.